# La Guadalupana, Ixtlahuaca
La Guadalupana, även benämnd El Sauco, är en ort i Mexiko, tillhörande kommunen Ixtlahuaca i den västra delen av delstaten Mexiko. Orten hade 1 131 invånare vid folkräkningen 2010.